# Marvel Comics
Марвел комикс (енгл. Marvel Comics) је издавачка фирма за стрипове са седиштем у Њујорку, САД. Предузеће је основао Мартин Гудман 1939. године. У почетку су се називали „Timely Publications”, да би почетком 1950-их постали познати под називом „Atlas Comics”. Приход предузећа је 2007. године био 125,7 милиона долара. Марвел је, од 2009. године, у власништву компаније Дизни.
Брендирање Марвела почело је 1961. године, када су на тржиште избацили Фантастичну четворку, као и бројне друге суперхероје које су направили Стен Ли, Џек Кирби, Стив Дитко и остали. Малверови најпопуларнији јунаци су Капетан Америка, Ајрон Мен, Тор, Спајдермен, Вулверин, Хулк и други. Најпознатији Марвелови тимови су Осветници и Икс мен, те антагонисти Ултрон, Танос, Црвена Лобања, Локи, итд. Већина Марвелових јунака делује у истој реалности названој Марвелов универзум, са локацијама које одговарају стварним: многи ликови се налазе у Њујорку.

## Службеници
- Мајкл З. Хобсон, извршни потпредседник (1986)
- Стен Ли, председник и издавач (1986)
- Џозеф Каламари, извршни потпредседник (1986)
- Џим Шутер, потпредседник и главни уредник (1986)

### Издавачи
- Абрахам Гудман (1939—?)
- Мартин Гудман (? - 1972)
- Чарлс „Чип” Гудман (1972)
- Стен Ли (1972 - октобар 1996)
- Ширел Роудс (октобар 1996 - октобар 1998)
- Винстон Фолкс (фебруар 1998 - новембар 1999)
- Бил Џемас (фебруар 2000—2003)
- Ден Бакли (2003—2018)
- Џон Ни (2018 - сада)

### Главни уредници
Марвелови главни уредници су у почетку имали титулу уредника. Главни уредници су касније добили титулу „editor-in-chief”. Џо Симон био је први прави Марвелов главни уредник, уз Мартина Гудмана, који је само титуларно био уредник.

#### Уредници
- Мартин Гудман (1939—1940; само по титули)
- Џо Симон (1939—1941)
- Стен Ли (1941—1942)
- Винсент Фаго (1942—1945; само за време Лијеве војне службе)
- Стен Ли (1945—1972)
- Рој Томас (1972—1974)
- Лен Вејн (1974—1975)
- Марв Волфман (1975—1976)
- Гери Конвеј (1976)
- Арчи Гудвин (1976—1978)

#### Главни уредници
- Џим Шутер (1978—1987)
- Том Дефалко (1987—1994)
- Група уредника (1994—1995)
  - Марк Груенвалд
  - Боб Харас
  - Боб Будиански
  - Боби Чејс
  - Карл Потс
- Боб Харас (1995—2000)
- Џо Кесада (2000—2011)
- Ексл Алонсо (2011—2017)
- Ц. Б. Сибулски (2017 - сада)

### Извршни уредници
Док су Марвелови главни уредници носили титулу уредника, извршни уредници су се звали сарађујућим уредницима.

#### Сарађујући уредници
- Крис Клермонт (? - 1976)
- Џим Шутер (5. јануар 1976 – 2. јануар 1978)

#### Извршни уредници
- Том Дефалко (1987)
- Марк Груенвалд (1987—1994; уредник сениор: 1994—1996)
- Карл Потс (1989—1994)
- Боб Будаински (ране 90-е - 1994)
- Боби Чејс (1995—2001)
- Том Бревурт (2007 - сада)
- Ексл Алонсо (2010 - јануар 2011)